# زیا شنگول
زیا شنگول (انگلیسی: Ziya Şengül؛ زادهٔ ۱ ژانویهٔ ۱۹۴۴) بازیکن فوتبال، و سرمربی (فوتبال) اهل ترکیه است. از باشگاه‌هایی که در آن بازی کرده‌است می‌توان به باشگاه فوتبال فنرباغچه و تیم ملی فوتبال ترکیه اشاره کرد.